# Rio Grande City
Río Grande City es una ciudad ubicada en el condado de Starr en el estado estadounidense de Texas. En el Censo de 2010 tenía una población de 13 834 habitantes y una densidad poblacional de 470,56 personas por km².

## Geografía
Se encuentra ubicada en las coordenadas 26°22′52″N 98°49′17″O / 26.38111, -98.82139. Según la Oficina del Censo de los Estados Unidos, tiene una superficie total de 29.4 km², de la cual 29.4 km² corresponden a tierra firme y 0 km² (0 %) es agua.

## Demografía
Según el censo de 2010, había 13 834 personas residiendo en Río Grande City; el 92.08 % blancos, el 0.2 % afroamericanos, el 0.3 % amerindios, el 0.78 % asiáticos, el 0 % isleños del Pacífico, el 5.54 % de otras razas y el 1.1 % pertenecían a dos o más razas. Del total de la población el 94.29 % eran hispanos o latinos de cualquier raza. La densidad de población era de 470,56 hab./km².

## Educación
El Distrito Escolar Independiente y Consolidado de Rio Grande City gestiona escuelas públicas.
La Universidad de Texas de El Valle del Río Grande gestiona la Starr Country Upper-Level Center Front Office.

## Ciudades hermanadas
- Celaya, Guanajuato[8]
- Río Grande, Zacatecas